# General Post Office
General Post Office är i flera engelskspråkiga länder den myndighet som ansvarar för postala tjänster och för telekommunikation. Begreppet har använts och används i vissa fall fortfarande av flera myndigheter världen över:
- Storbritannien till 1981, se General Post Office (Storbritannien). GPO:s roll togs över av Royal Mail och British Telecom.
- Indien, se General Post Office (Indien). I Indien används termen för huvudpostkontoret i en stad.
- Irland: se General Post Office (Irland). I Irland används termen för huvudpostkontoret i Dublin, där statliga postverket An Post har sitt huvudkontor.
- Australien: General Post Office betecknar huvudpostkontoret i varje stat, men man kopplar ofta ihop det med den stad där kontoret är beläget, till exempel Sydney GPO, Melbourne GPO, Brisbane GPO etc.
- Kina: 
  - Tidigare namn på huvudkontoret för postala tjänster i Shanghai, men namnet har kommit ur bruk.
- Hongkong: GPO ligger i centrala Hongkong och inrymmer huvudkontoret för postala tjänster.
- USA: i USA går GPO under den officiella benämningen General Mail Facility och betecknar den postterminal som betjänar ett visst område.